# Hillsfar
Hillsfar (ou Advanced Dungeons & Dragons: Hillsfar) est un jeu vidéo de rôle développé par Westwood Studios et publié Strategic Simulations en 1989 sur MS-DOS, Amiga, Atari ST et Commodore 64 puis porté sur NES en novembre 1993. Offrant des quêtes générées aléatoirement, le jeu est basé sur les règles de Donjons et Dragons et se déroule dans l'univers des Royaumes oubliés. Au total, Strategic Simulations a vendu plus de 100 000 copies du jeu.

## Système de jeu
Les joueurs ont la possibilité de créer leurs propres héros, de choisir des personnages pré-tirés ou d'importer leurs personnages depuis d'autres jeux de Strategic Simulations, Inc. (par exemple Pool of Radiance ou Curse of the Azure Bonds). Lors de la création d'un héros, le joueur peut choisir sa race (nain, humain, elf ou gnome), sa classe (prêtre, guerrier, magicien ou voleur), et son alignement. Les caractéristiques du nouveau personnage (sa force, son intelligence, son charisme), sont assignées aléatoirement.
Le jeu se déroule dans la cité fictive de Hillsfar.

## Accueil
| Hillsfar          |    |       |
| Sur PC (1989)     |    |       |
| ACE               | US | 73 %  |
| CU Amiga          | US | 80 %  |
| Dragon            | US | 3/5   |
| Jeux et Stratégie | FR | 8/10  |
| Tilt              | FR | 15/20 |
| Zzap              | US | 80 %  |
| Sur Amiga (1989)  |    |       |
| ACE               | US | 75 %  |
| Amiga Computing   | US | 72 %  |
| Amiga Format      | US | 72 %  |

Rétrospectivement, Matt Barton note que Hillsfar représente une approche très différentes aux jeux de type action-RPG que Heroes of the Lance. Il juge en effet qu’il est beaucoup plus proche des jeux Gold Box que ce dernier en expliquant qu’il est même possible d’y importer des personnages depuis Pool of Radiance ou Curse of the Azure Bonds. Il ajoute qu’il partage également avec ces derniers son univers, celui des Royaumes oubliés, ainsi que ses règles et ses conventions. Il note en revanche qu’il se distingue clairement des jeux Gold Box sur certains aspects. En effet, contrairement à ces derniers, il ne permet de créer et de contrôler qu’un seul personnage. Il inclut de plus de nombreux mini-jeux, dont un en side-scrolling qui permet au personnage de chevaucher un cheval avec lequel il doit sauter par-dessus des obstacles. 